# Prawo sportowe
Prawo sportowe – sensu stricto: regulacje prawne znajdujące zastosowanie w sporcie. Prawo sportowe to regulacje organizacji sportowych. Prawo sportowe sensu largo to zarówno regulacje prawne znajdujące zastosowanie w sporcie, jak też regulacje organizacji sportowych.
Wśród regulacji mających zastosowanie w sporcie można wyróżnić takie, które odnoszą się bezpośrednio do sportu i z myślą o sporcie były tworzone (np. ustawa o bezpieczeństwie imprez masowych, ustawa o sporcie). Zastosowanie w sporcie mają jednak również akty prawne nieodnoszące się bezpośrednio do sportu i tworzone wręcz z myślą o innych dziedzinach życia (np. kodeks cywilny, kodeks pracy, prawo o stowarzyszeniach).

## Problematyka prawa sportowego
Ustawiczny rozwój sportu (technologiczny) oraz jego profesjonalizacja i nastawienie na osiąganie coraz lepszych wyników sportowych powodują wzrost doniosłości prawa sportowego. Nie bez znaczenia jest również nastawienie osób (czy to fizycznych czy prawnych) zajmujących się sportem na osiąganie zysku poprzez działalność sportową. Wszystko to sprawia, że problematyka prawa sportowego cieszy się coraz większym zainteresowaniem.
Pojęcie i problematyka prawa sportowego funkcjonuje dość powszechnie co zauważyć można w wielości piśmiennictwa dotyczącego tej dziedziny sportu. Poza indywidualnymi osobami zajmującymi się prawem sportowym istnieją również na uczelniach specjalne jednostki organizacyjne zajmujące się tą właśnie dziedziną prawa. Poza tym widoczna jest działalność stowarzyszeń prawa sportowego.
W Polsce od roku 1990 istnieje Polskie Stowarzyszenie Prawa Sportowego.
Na rynku usług prawniczych pojawiają się również kancelarie prawne specjalizujące się w problematyce prawa sportowego.